# Serbische Eishockeyliga 2010/11
Die Saison 2010/11 der Serbischen Eishockeyliga (serbisch Prvenstvo Srbije u hokeju na ledu Првенство Србије у ҳоқејү на леду, wörtlich übersetzt: Serbische Eishockeymeisterschaft) war die fünfte Spielzeit der höchsten Eishockey-Spielklasse Serbiens. Meister wurde der HK Partizan Belgrad.

## Teilnehmer
In der Spielzeit nahmen folgende Mannschaften an der Meisterschaft teil:
- HK Partizan Belgrad
- KHK Roter Stern Belgrad
- HK Vojvodina Novi Sad
- HK Spartak Subotica

Partizan Belgrad spielte in der Slohokej Liga (und gewann diese) und spielte im Superfinale gegen den Sieger der serbischen Eishockeyliga den serbischen Meister aus.

## Hauptrunde
| Pl. |                         | Sp | S | OTS | OTN | N | Tore  | Punkte |
| 1.  | HK Spartak Subotica     | 8  | 5 | 0   | 0   | 3 | 29:19 | 13     |
| 2.  | KHK Roter Stern Belgrad | 8  | 5 | 0   | 0   | 3 | 31:22 | 12     |
| 3.  | HK Vojvodina Novi Sad   | 8  | 2 | 0   | 0   | 6 | 21:40 | 3      |

Anmerkung: In der Hauptrunde fielen mehrere Spiele aus, woraufhin jede Mannschaft für jedes nicht absolvierte Spiel einen Strafpunkt erhielt.

## Play-offs

### Halbfinale
- HK Vojvodina Novi Sad – KHK Roter Stern Belgrad 6:7/4:10

### Finale
- KHK Roter Stern Belgrad – HK Spartak Subotica 7:2/5:0 Wertung

### Superfinale
- HK Partizan Belgrad – KHK Roter Stern Belgrad 4:2/11:1